# خوزه رامون لاراس
خوزه رامون لاراس (اسپانیایی: José Ramón Larraz‎؛ ۱۹۲۹ – ۲۰۱۳) فیلم‌نامه‌نویس، کارگردان فیلم و تهیه‌کننده فیلم اهل اسپانیا بود.
از فیلم‌ها یا مجموعه‌های تلویزیونی که وی در آن‌ها نقش داشته است، می‌توان به بداندیشی شهوانی، نشانه بیماری اشاره نمود که یکی از فیلم‌های بخش مسابقهٔ جشنواره فیلم کن ۱۹۷۴ بود.